# Helina dasyops
Helina dasyops är en tvåvingeart som först beskrevs av Macquart 1843.  Helina dasyops ingår i släktet Helina och familjen husflugor. Inga underarter finns listade i Catalogue of Life.